# Europacup I 1971/72
Het Europacup I seizoen van 1971/72 werd voor de tweede keer op rij gewonnen door Ajax in een finale tegen Internazionale.

## Voorronde
| Team #1     | Tot.  | Team #2          | 1ste wed | 2de wed |
| ----------- | ----- | ---------------- | -------- | ------- |
| Valencia CF | 4 - 1 | Union Luxembourg | 3 - 1    | 1 - 0   |

## Eerste ronde
| Team #1                | Tot.             | Team #2                  | 1ste wed | 2de wed |
| ---------------------- | ---------------- | ------------------------ | -------- | ------- |
| Olympique de Marseille | 3 - 2            | Górnik Zabrze            | 2 - 1    | 1 - 1   |
| Ajax                   | 2 - 0            | Dynamo Dresden           | 2 - 0    | 0 - 0   |
| Lahden Reipas          | 1 - 9            | Grasshopper-Club         | 1 - 1    | 0 - 8   |
| Strømsgodset IF        | 1 - 7            | Arsenal                  | 1 - 3    | 0 - 4   |
| Dinamo Boekarest       | 2 (uitgoals) - 2 | Spartak Trnava           | 0 - 0    | 2 - 2   |
| Feyenoord Rotterdam    | 17 - 0           | Olympiakos Nicosia       | 8 - 0    | 9 - 0   |
| FC Wacker Innsbruck    | 1 - 7            | SL Benfica               | 0 - 4    | 1 - 3   |
| CSKA Sofia             | 4 - 0            | Partizan Tirana          | 3 - 0    | 1 - 0   |
| Valencia CF            | 1 (uitgoals) - 1 | Hajduk Split             | 0 - 0    | 1 - 1   |
| Újpest Dósza           | 4 - 1            | Malmö FF                 | 4 - 0    | 0 - 1   |
| B 1903                 | 2 - 4            | Celtic FC                | 2 - 1    | 0 - 3   |
| ÍA Akranes             | 0 - 4            | Sliema Wanderers         | 0 - 4    | 0 - 0   |
| Internazionale         | 6 - 4            | AEK Athene               | 4 - 1    | 2 - 3   |
| Cork Hibernians        | 1 - 7            | Borussia Mönchengladbach | 0 - 5    | 1 - 2   |
| Galatasaray SK         | 1 - 4            | CSKA Moskou              | 1 - 1    | 0 - 3   |
| Standard Luik          | 5 - 2            | Linfield FC              | 2 - 0    | 3 - 2   |

## Tweede ronde
| Team #1                | Tot.  | Team #2                  | 1ste wed | 2de wed |
| ---------------------- | ----- | ------------------------ | -------- | ------- |
| Olympique de Marseille | 2 - 6 | Ajax                     | 1 - 2    | 1 - 4   |
| Grasshopper-Club       | 0 - 5 | Arsenal                  | 0 - 2    | 0 - 3   |
| Dinamo Boekarest       | 0 - 5 | Feyenoord Rotterdam      | 0 - 3    | 0 - 2   |
| SL Benfica             | 2 - 1 | CSKA Sofia               | 2 - 1    | 0 - 0   |
| Valencia CF            | 1 - 3 | Újpest Dósza             | 0 - 1    | 1 - 2   |
| Celtic FC              | 6 - 1 | Sliema Wanderers         | 3 - 0    | 3 - 1   |
| Internazionale         | 4 - 2 | Borussia Mönchengladbach | 4 - 2    | 0 - 0   |
| CSKA Moskou            | 1 - 2 | Standard Luik            | 1 - 0    | 0 - 2   |

## Kwartfinales
| Team #1             | Tot.             | Team #2       | 1ste wed | 2de wed |
| ------------------- | ---------------- | ------------- | -------- | ------- |
| Ajax                | 3 - 1            | Arsenal       | 2 - 1    | 1 - 0   |
| Feyenoord Rotterdam | 2 - 5            | SL Benfica    | 1 - 0    | 1 - 5   |
| Újpest Dósza        | 2 - 3            | Celtic FC     | 1 - 2    | 1 - 1   |
| Internazionale      | 2 (uitgoals) - 2 | Standard Luik | 1 - 0    | 1 - 2   |

## Halve finales
| Team #1        | Tot.             | Team #2    | 1ste wed | 2de wed |
| -------------- | ---------------- | ---------- | -------- | ------- |
| Ajax           | 1 - 0            | SL Benfica | 1 - 0    | 0 - 0   |
| Internazionale | 0 - 0 (5-4 n.p.) | Celtic FC  | 0 - 0    | 0 - 0   |

## Finale
| 31 mei 1972            |     |                |                                                                                   |
| Ajax                   | 2-0 | Internazionale | De Kuip, Rotterdam Toeschouwers: 61.354 Scheidsrechter: Robert Héliès (Frankrijk) |
| Johan Cruijff 47', 78' |     |                | De Kuip, Rotterdam Toeschouwers: 61.354 Scheidsrechter: Robert Héliès (Frankrijk) |

Ajax (trainer Ștefan Kovács):

Heinz Stuy, Wim Suurbier, Horst Blankenburg, Barry Hulshoff, Ruud Krol, Johan Neeskens, Arie Haan, Gerrie Mühren, Sjaak Swart, Johan Cruijff, Piet Keizer

Internazionale (trainer Giovanni Invernizzi):

Ivano Bordon, Tarcisio Burgnich, Giacinto Facchetti, Mario Giubertoni  (sub 13' Mario Bertini), Gabriele Oriali, Mauro Bellugi, Mario Frustalupi, Sandro Mazzola, Gianfranco Bedin, Roberto Boninsegna, Jair da Costa (sub 56' Stefano Pelizzaro)

## Kampioen
| Europacup I – Seizoen 1971/72 |
| ----------------------------- |
| AFC Ajax 2de titel            |